# Dariusz Malinowski
Dariusz Malinowski, ps. Malina (ur. 24 października 1965, zm. 12 grudnia 2020) – polski basista i wokalista, członek zespołu Siekiera. 

## Życiorys
Działalność muzyczną rozpoczął na przełomie 1981 i 1982. W pierwszym zespole grał głównie utwory takich wykonawców jak Brak, Oddział Zamknięty i Motörhead.
W zespole Siekiera znalazł się krótko po założeniu grupy. Początkowo grał na gitarze basowej, później po odejściu Tomasza Budzyńskiego i zmianie stylistyki muzycznej został także wokalistą. Wystąpił w teledysku do utworu „Misiowie puszyści”, który po emisji został objęty cenzurą. Ze względu na konflikt pomiędzy nim a liderem zespołu Tomaszem Adamskim, Malinowski nie wziął udziału w drugim dniu zdjęć, przez co część scen z jego udziałem zagrał perkusista Zbigniew Musiński.
Po rozpadzie Siekiery w 1987 Malinowski ożenił się i zamieszkał pod Puławami. Ze znajomymi przygotowywał nowe piosenki, które ostatecznie nie zostały oficjalnie wydane. W 2001 działał w zespołach Kapawanka i Tra-band.
Jako członek zespołu Siekiera był wykonawcą piosenek Ja stoję, ja tańczę, ja walczę oraz Jest bezpiecznie z filmu …jestem przeciw w reżyserii Andrzeja Trzosa-Rastawieckiego.
Zmarł 12 grudnia 2020 roku w Wólce Krasienińskiej pod Lublinem. Został pochowany na cmentarzu Parafii Miłosierdzia Bożego w Puławach przy ulicy Piaskowej. 

## Dyskografia

### Albumy
- 1986: Nowa Aleksandria
- 2008: Na wszystkich frontach świata
- 2008: 1984

### Single
- 1986: „Jest bezpiecznie / Misiowie puszyści”

### Kompilacje różnych wykonawców
- 1985: Fala – utwory: „Fala” i „Idzie wojna”
- 1986: Jak punk to punk – utwory: „Ja stoję, ja tańczę, ja walczę” i „Ludzie wschodu”
- 1992: 22 Polish Punk Classics – utwory: „Ja stoję, ja tańczę, ja walczę” i „Ludzie wschodu”
- 2003: PRL: Punk Rock Later – utwory: „Fala” i „Idzie wojna”

### Bootlegi
- 1991: Demo Summer '84 – kaseta magnetofonowa wydana przez wytwórnię „Fala”